# Eupithecia antiqua
Eupithecia antiqua es una especie de polilla de la familia Geometridae. La especie fue descrita por primera vez por Mironov & Galsworthy habiendo sido descrita en 2004, con distribución en la China del Suroeste, especialmente descrita en la provincia de Yunnan. La envergadura es de unos 21 milímetros (0,8 plg). Las alas anteriores son grises con marcas de color marrón oscuro y las traseras son de color blanco sucio.